# Plano de rueda

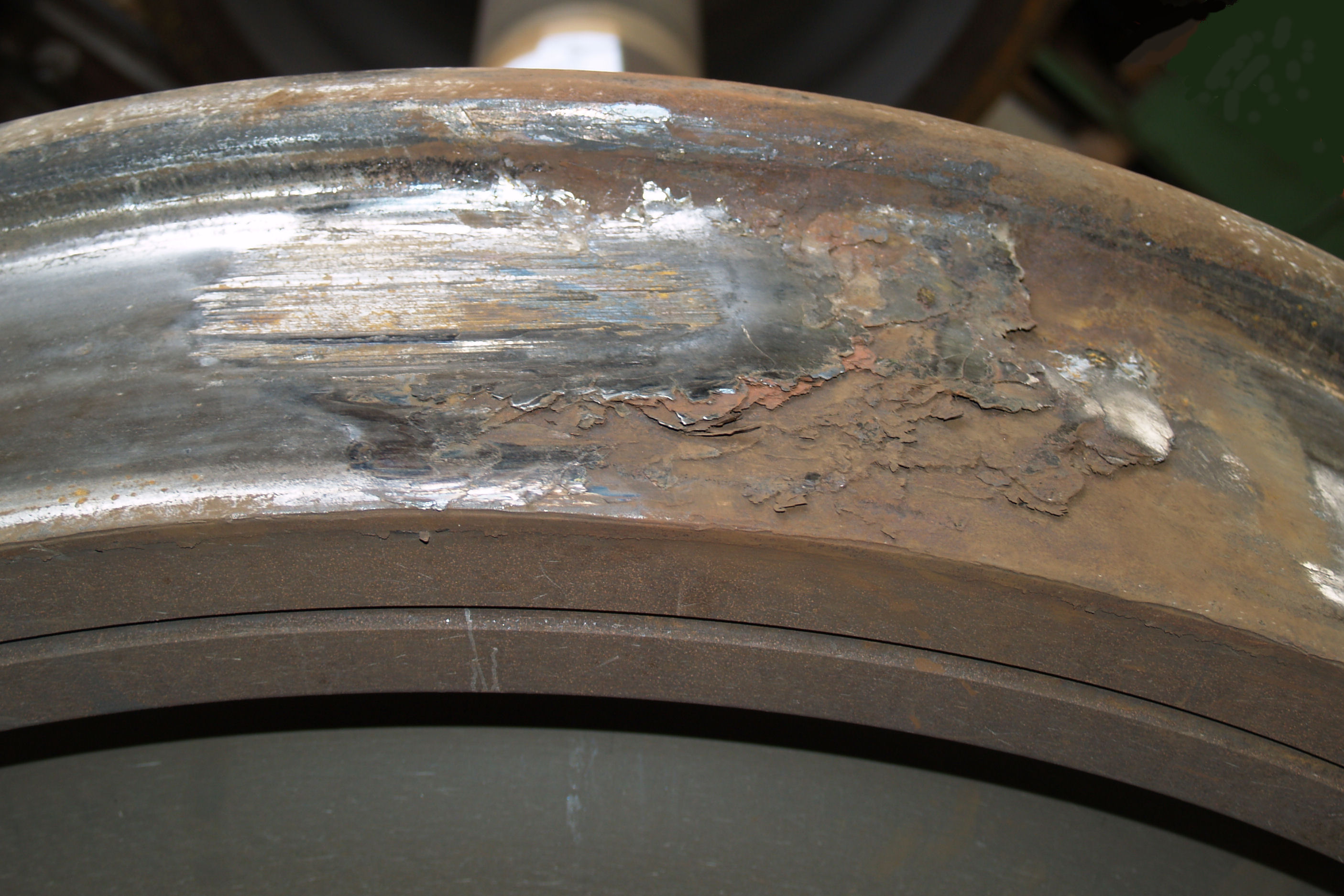
Plano muy pronunciado en una rueda de ferrocarril

Un plano de rueda es una deficiencia en la forma circular de una rueda de ferrocarril, en cuyo perímetro aparece un segmento achaflanado, generado por el desgaste anormal producido por el deslizamiento sobre el carril de un juego de ruedas que ha quedado bloqueado.
Una vez que se produce un plano en una rueda, la marcha del tren puede verse gravemente afectada, generándose un efecto de martilleo sobre los carriles e intensas vibraciones sobre el tren de rodadura. En consecuencia, las ruedas afectadas por esta circunstancia deben ser sustituidas inmediatamente. 
Las causas más habituales de este problema son el uso del freno de emergencia, las condiciones de raíl deslizante, o una avería grave en la caja de grasa, circunstancias todas que provocan que las ruedas se bloqueen mientras el tren todavía está en movimiento.

## Consecuencias
Si el plano de rueda es muy pequeño, el vehículo ferroviario podrá continuar usándose, y el defecto puede eliminarse más adelante durante las operaciones periódicas de mantenimiento de los juegos de ruedas, donde se reperfila la geometría de la rodadura utilizando un torno de ruedas. Sin embargo, debido al calentamiento por fricción experimentado al deslizar a lo largo del carril y a los impactos sufridos al seguir rodando una vez producido el plano, es más probable que estas ruedas se fracturen debido a cambios en la estructura de la aleación de acero de la que están fabricadas. 
Si el plano de rueda es muy grande (como en la imagen), rebabas de metal fundido pueden haberse pegado a un lado del plano, haciendo imposible que la rueda gire debido al espacio insuficiente entre la superficie de rodadura y la zapata de freno. En este caso, el juego de ruedas debe reemplazarse de inmediato.
El efecto dinámico de un plano de vía sobre la infraestructura queda cuantificado de la siguiente manera:
{\displaystyle I=ml({\frac {a}{V}}+b{\frac {V}{R}})}
siendo {\displaystyle m} la masa de la rueda, {\displaystyle l} la longitud del plano, {\displaystyle V} la velocidad de circulación, {\displaystyle R} el radio de la rueda, y {\displaystyle a} y {\displaystyle b} dos constantes. Esta expresión presenta un mínimo para 
{\displaystyle V={\sqrt {a{\frac {R}{b}}}}} (en la práctica, unos 50-60 km/h)
y a continuación aumenta con la velocidad, pero más lentamente que esta. Por este motivo, distintos reglamentos limitan la longitud máxima admisible de un plano a 60 mm (equivalente a un aplastamiento de 1 mm en una rueda de 900 mm de diámetro). Para hacerse una idea de la gravedad de este fenómeno, basta con apreciar que un aplastamiento de 2 mm a la velocidad crítica puede duplicar el valor de las sobrecargas dinámicas originadas por un eje cargado con 10 toneladas.
En casos extremos, una rueda con un plano sin reparar puede provocar un descarrilamiento, como en el descarrilamiento de Salem (Illinois) de 1971.

## Automovilismo

### Neumáticos

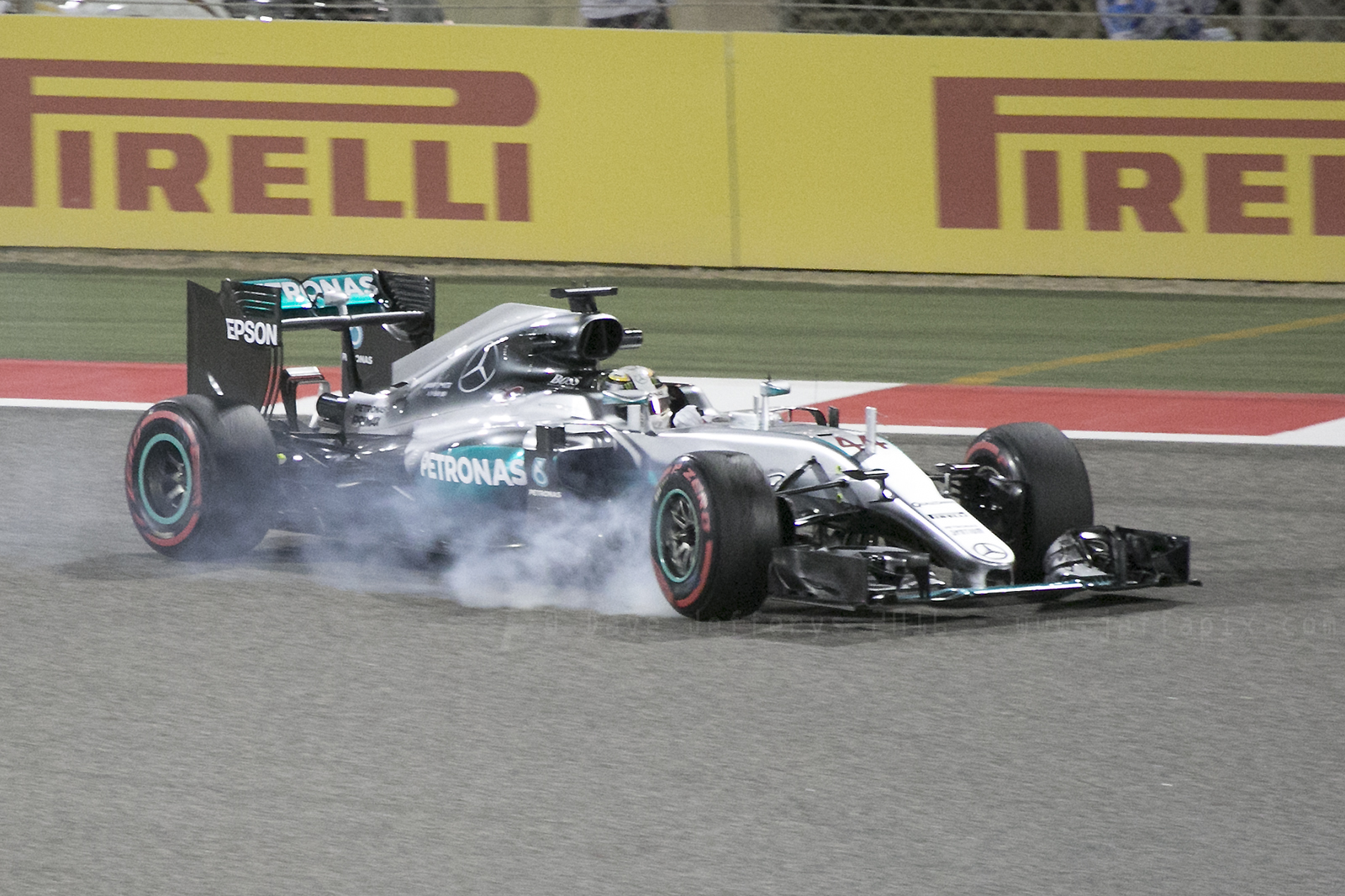
Lewis Hamilton bloquea las ruedas durante una frenada intensa

Pueden formarse planos de rueda en los neumáticos de un automóvil cuando el vehículo está estacionado sin moverse durante un cierto tiempo (generalmente, más de una semana), y la deformación de la cubierta en la parte inferior de la rueda se vuelve semipermanente. Este plano se reduce gradualmente cuando el automóvil vuelve a circular, pero temporalmente puede causar un efecto similar al de una rueda desequilibrada. Los automóviles que se estacionan durante períodos prolongados, o las caravanas y remolques de uso intermitente, deben mantenerse apoyados sobre sus ejes (de forma que los neumáticos no estén en contacto con el suelo) o tener los neumáticos inflados con un margen de sobrepresión para eliminar o reducir este problema. También existen los denominados "salva neumáticos", unos soportes de ruedas curvos para su uso durante estacionamientos prolongados. Estos dispositivos reducen o evitan el problema acunando la parte inferior de la banda de rodadura del neumático y evitando la deformación habitual de la zona de apoyo sobre el suelo.
Otra causa frecuente de formación de planos de rueda en las carreras automovilísticas es el bloqueo de las ruedas durante maniobras de frenado intenso.